# Cayo Coco
Pour les articles homonymes, voir Cayo et Île Cocos (homonymie).
Cayo Coco est une caye au nord de Cuba dans l'archipel Jardines del Rey (Archipel Sabana-Camagüey). Cette île est l'un des pôles touristiques de Cuba. 

## Situation, description
L'île est sur le territoire de la municipalité de Morón (63 km au sud), dans la province de Ciego de Ávila. Elle est dans la portion centre-est de l'archipel Jardines del Rey, à 100 km au nord de Ciego de Ávila. Elle est reliée à l'île principale de Cuba par une chaussée de 27 km. L'aéroport de Jardines del Rey se trouve sur l'est de l'île.
Le nom donné à l'île vient d'une autre espèce rare d'oiseaux qui y vit, soit l'ibis blanc, que les Cubains nomment coco.

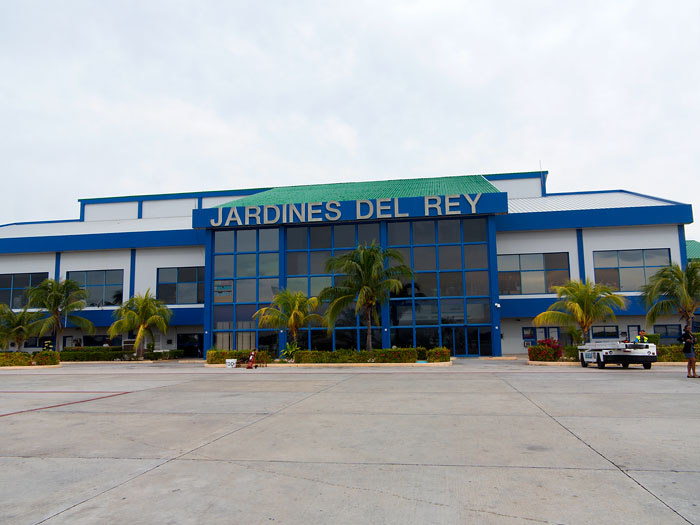
Aéroport Jardines del Rey
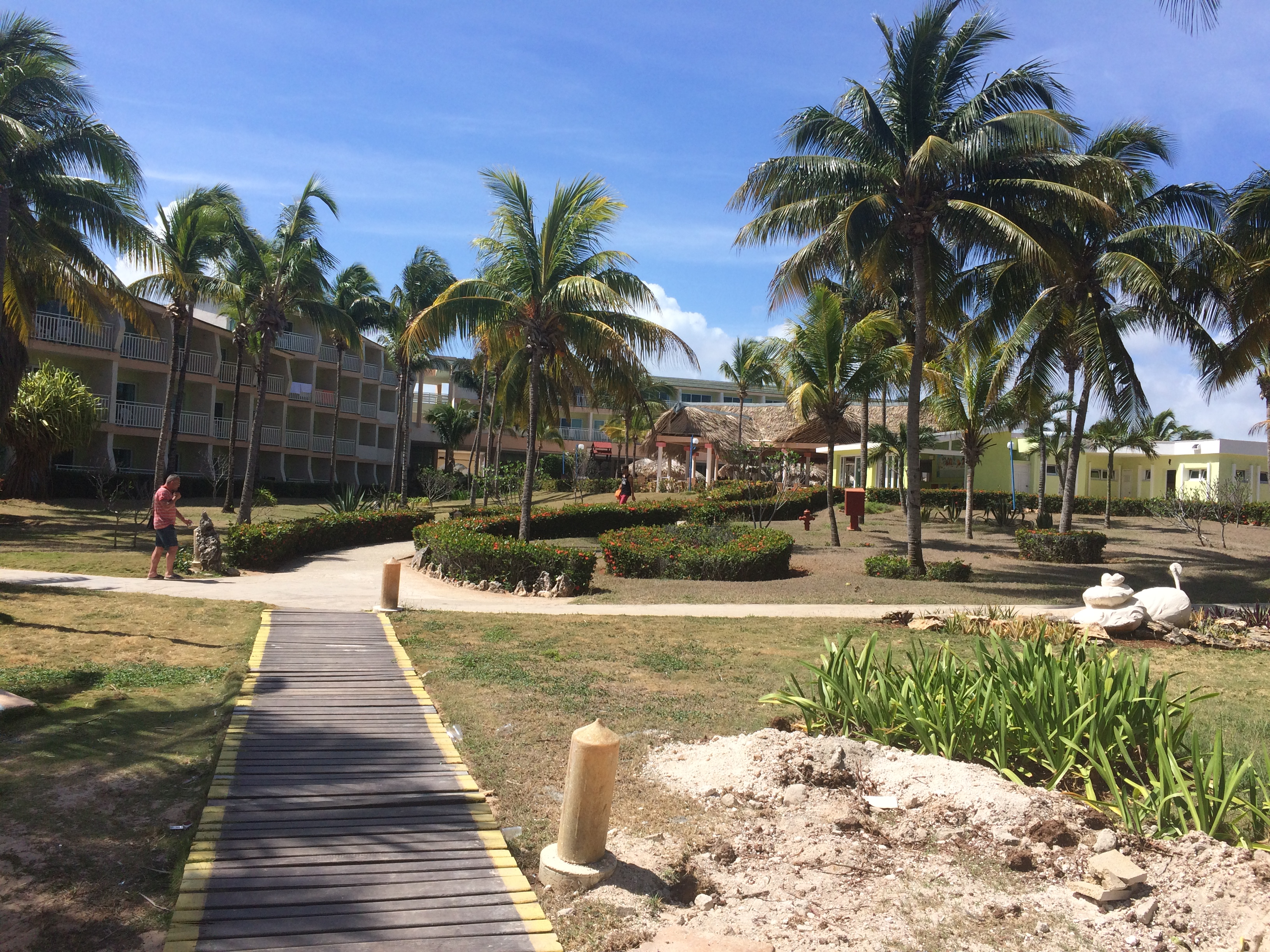
Hôtel
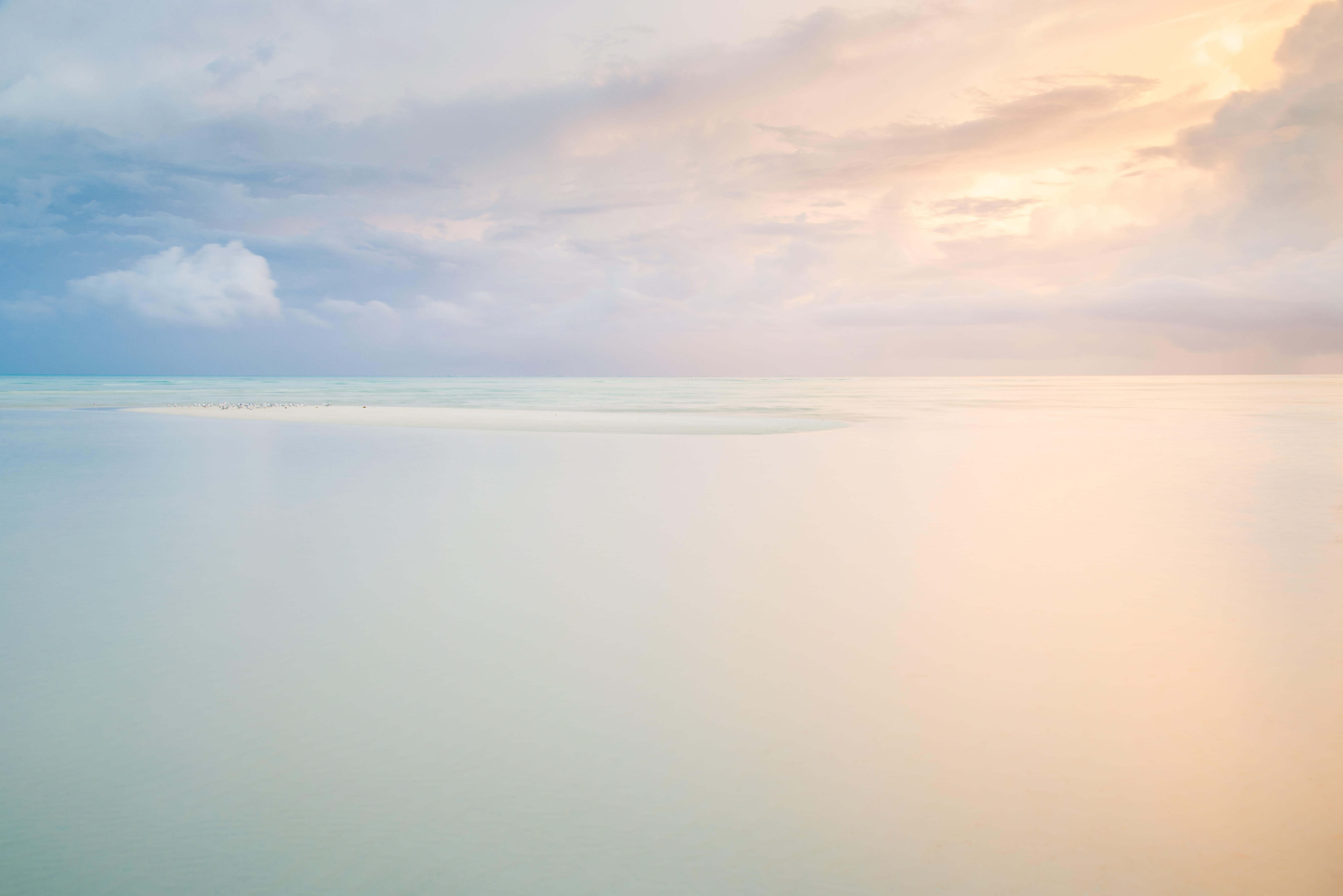
La plage de Cayo Coco au lever du Soleil. Novembre 2013.

## Environnement
Avec 22 km de sable blanc[réf. nécessaire] et une grande proportion de ses terres partiellement marécageuses, royaume de la mangrove et des palmiers royaux, Cayo Coco est une très importante réserve d'oiseaux de mer. Dans la région des lagons, proche des côtes, les flamants roses sont nombreux. 

### Réserve écologique Centre et Ouest de Cayo Coco
La réserve écologique Centre et Ouest de Cayo Coco (Reserva Ecológica Centro y Oeste de Cayo Coco), créée en 2004, couvre 36 040 ha, dont 17 855,90 ha de terres et 18 184,10 ha de zones marines.
Côté terres, la flore identifiée à ce jour comprend de 92 familles, 254 genres et 450 espèces, dont 55 espèces endémiques. On rapporte 383 espèces d'invertébrés terrestres, regroupées en 3 classes, 22 ordres et 109 familles, avec 10 espèces endémiques. Sur l'ensemble des espèces d'invertébrés, 356 sont des insectes. Parmi les espèces notables se trouvent Marpesia eleuchea eleuchea, Camponotus micrositus et Crematogaster sanguinea, espèces endémiques de Cuba ; une espèce de mollusque terrestre, Chondropoma (en) jaulense, endémique locale ; et une espèce d'arachnide, Caribbiantes sp., nouvelle espèce pour la science. On y trouve 5 espèces d'amphibiens et 19 espèces de reptiles terrestres, dont 14 sont endémiques. Le site abrite aussi 106 espèces d'oiseaux, parmi lesquelles le pic poignardé (Xiphidiopicus percussus), le bruant de Zapata (Torreornis inexpectata) et la paruline d'Oriente (Teretistris fornsi), considérés comme endémiques.
Côté espaces marins, 24 espèces de gorgones, 24 de coraux, 78 d'algues et 3 de phanérogames marins ont été identifiées à ce jour. Quatre-vingt-quinze espèces de poissons appartenant à 31 familles ont été observées sur les crêtes récifales et les récifs frontaux de la réserve, ce qui représente environ 10 % du total des espèces inscrites pour les eaux marines cubaines. Les familles les mieux représentées sont les demoiselles et les poissons-clowns (Labridae) avec 10 espèces chacune, suivies par 8 espèces de perroquets (Scaridae), et 7 espèces de Haemulidae.

### Parc naturel d'El Bagá

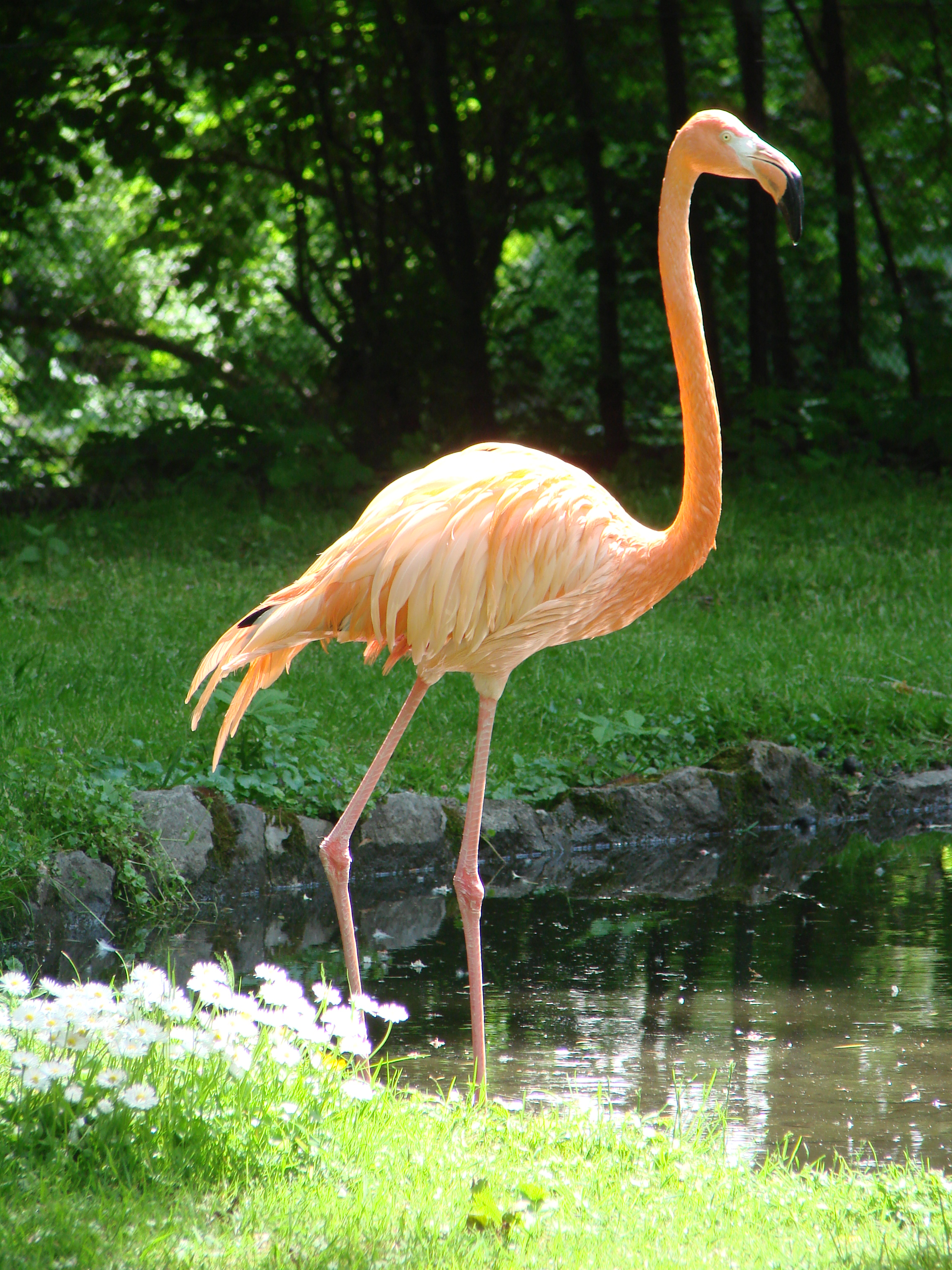
Flamant des Caraïbes

Le parc naturel de Bagá (en espagnol : Parque Natural El Bagá) a été créé le 29 décembre 2002 sur un terrain récupéré de l'ancien aéroport de Cayo Coco . Nommé en l'honneur de l'arbre Baga (arbre à pain), il s'étend sur 69 hectares de forêts et de lagunes sur Cayo Coco et sur les cayes voisines,.
Le parc comprend un centre d'interprétation, une passerelle à travers une forêt de Bagá, un village taïnos et des expositions sur la faune (crocodiles, iguanes, flamants roses et rats poilus). L'archipel est un habitat naturel pour le flamant des Caraïbes (Phoenicopterus ruber),.